# This Is Gonna Hurt
This Is Gonna Hurt — второй студийный альбом хард-рок-группы Sixx:A.M., изданный в 2011 году.

## Об альбоме
Группа Sixx:A.M. является сайд-проектом бас-гитариста Mötley Crüe Никки Сикса. В неё также входят вокалист Джеймс Майкл и текущий гитарист Guns N’ Roses Дарен Джей Ашба. This Is Gonna Hurt, так же как и предыдущий альбом коллектива The Heroin Diaries Soundtrack является саундтреком к книге Сикса. Запись сопровождает второе произведение Никки «This Is Gonna Hurt: Music, Photography And Life Through The Distorted Lens Of Nikki Sixx», рассказывающее о жизни басиста после избавления от наркотической зависимости.
This Is Gonna Hurt был принят критиками намного более сдержанно, чем The Heroin Diaries. Обозреватель Стивен Томас Эрльюин Allmusic посетовал, что «Никки Сикс превратил Sixx:A.M. в аудио-сопровождение своих книг». Критик Rolling Stone Джон Долан в своей короткой рецензии назвал This Is Gonna Hurt «рок-н-ролльной книгой самопомощи». Автор портала Examiner.com Джейсон Бодак заметил, что «музыкально и лирически, This Is Gonna Hurt очень способный альбом, просто не такой, какой поклонники привыкли получать от Сикса». Несмотря на критический провал, запись оказалась коммерчески успешной. Она достигла 3-й строчки в хит-параде журнала Billboard Independent Albums и 1-й — в чарте Hard Rock Albums, существенно опередив тем самым The Heroin Diaries Soundtrack. В первую же неделю выхода альбома было продано 30 тысяч экземпляров.

## Список композиций
Все тексты написаны Джеймсом Майклом, Дареном Джей Ашбой и Никки Сиксом.
| №   | Название                       | Музыка                                    | Длительность |
| --- | ------------------------------ | ----------------------------------------- | ------------ |
| 1.  | «This is Gonna Hurt»           | Никки Сикс, Джеймс Майкл, Дарен Джей Ашба | 3:56         |
| 2.  | «Lies of the Beautiful People» | Сикс, Майкл, Ашба, Джон 5                 | 3:58         |
| 3.  | «Are You with Me»              | Сикс, Майкл, Ашба                         | 4:02         |
| 4.  | «Live Forever»                 | Сикс, Майкл, Ашба                         | 4:55         |
| 5.  | «Sure Feels Right»             | Сикс, Майкл, Ашба                         | 4:09         |
| 6.  | «Deadlihood»                   | Сикс, Майкл, Блэр Дэли                    | 3:15         |
| 7.  | «Smile»                        | Сикс, Майкл                               | 5:22         |
| 8.  | «Help is on the Way»           | Сикс, Майкл, Ашба                         | 4:18         |
| 9.  | «Oh My God»                    | Сикс, Майкл, Ашба                         | 5:35         |
| 10. | «Goodbye My Friends»           | Сикс, Майкл, Дэли                         | 5:57         |
| 11. | «Skin»                         | Майкл, Дэли                               | 3:22         |

Японская версия
| №   | Название       | Музыка            | Длительность |
| --- | -------------- | ----------------- | ------------ |
| 12. | «Codependence» | Сикс, Майкл, Ашба | 3:37         |

## Участники записи
- Джеймс Майкл — вокал, ритм-гитара, клавишные, ударные, струны
- Дарен Джей Ашба — соло-гитара
- Никки Сикс — бас-гитара

Приглашённые музыканты
- Шахназ — бэк-вокал